# Klinovi (Rovenkí)
|  | Per a altres significats, vegeu «Klinovi». |

Klinovi - Клиновый (rus) - és un poble (un khútor) de l'óblast de Bélgorod, a Rússia. El 2010 tenia 162 habitants. Pertany al districte (raion) de Rovenkí.